# Walsdorf (Idstein)
Walsdorf ist ein Stadtteil von Idstein im südhessischen Rheingau-Taunus-Kreis.

## Geographie
Walsdorf liegt im Taunus, einem deutschen Mittelgebirge, und ist der nördlichste Stadtteil der Stadt Idstein. Er grenzt an Würges, den südlichsten Stadtteil der Stadt Bad Camberg.
Östlich des Ortes verläuft die Bundesstraße 8, westlich die Bundesautobahn 3. Durch den Ort führen die Landesstraße 3026 und der hessische Radfernweg R8.
Von Süd nach Nord fließt durch Walsdorf der Knallbach, ca. 100 Meter östlich der Bebauungsgrenze fließt der Emsbach, in welchen der Knallbach noch vor Erreichen von Würges mündet.

## Geschichte

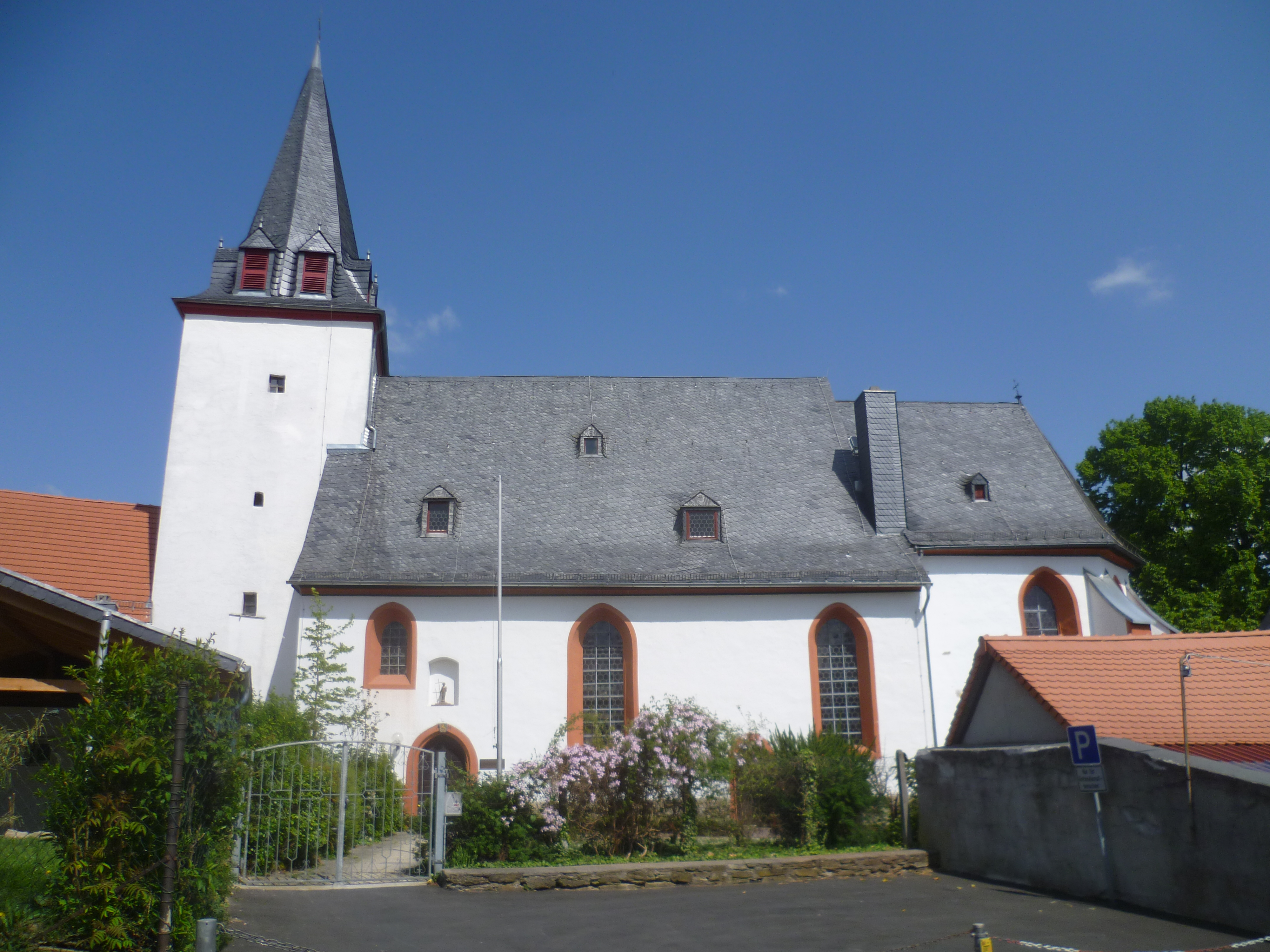
Evangelische Christuskirche

### Chronik
Die älteste bekannten schriftliche Erwähnungen von Walsdorf erfolgten im Jahr 774 unter dem Namen Walehestorpher und 788 in einer Schenkung an das Kloster Lorsch als Walehesheimer Marca.
1156 gründete Gottfried von Beselich in Walsdorf ein Benediktiner-Kloster für Mönche, das in der ersten Hälfte des 13. Jahrhunderts in ein Nonnenkloster umgewandelt wurde und bis zu seiner Plünderung durch spanische Truppen im Jahre 1634 bestand.
Um 1200 ging die Herrschaft über Walsdorf an die Nassauer als Vögte von Limburg. 1355 fiel Walsdorf bei der Teilung des Walramschen Besitzes an die Grafschaft Nassau-Idstein.
Im 14. Jahrhundert erhielt Walsdorf durch Graf Adolf I. von Nassau-Idstein stadtähnliche Rechte. Die Siedlung wurde vom Tal auf einen Hügel verlegt und durch eine Stadtmauer mit Türmen umgeben. Die beiden Stadttore aus dieser Befestigungsanlage wurden erst 1822 abgebrochen.
Die erste Kirche wurde 1396 als Marienkapelle erwähnt. Am Anfang des 16. Jahrhunderts entstand die spätgotische Pfarrkirche, die allerdings zusammen mit dem Ort 1644 von bayerischen Truppen niedergebrannt wurde. Die heutige evangelische Kirche ist daher ein Wiederaufbau aus den Jahren 1652 bis 1663.
Auch nach dem Dreißigjährigen Krieg wurde der Ort noch mehrmals durch Großbrände zerstört.
1692 vernichtet ein Großbrand nahezu das ganze Dorf. Beim Neuaufbau wurden der ehemalige Klosterbezirk einbezogen und die heutige Straßenführung im alten Dorf angelegt.
Nach dem letzten Brand von 1831 errichtete man die Scheunen weiter außen auf der ehemaligen Stadtmauer, wodurch die heutige charakteristische Ortsansicht aus einer geschlossenen Front von Fachwerkhäusern entstand.
1730 wird das erste Haus außerhalb der Stadtmauer errichtet.
Nach dem Ersten Weltkrieg war Walsdorf von 1918 bis 1930 Teil des französisch besetzten Brückenkopfs Mainz und zugleich Grenzübergang zum freien Gebiet.

### Gebietsreform
Zum 1. Oktober 1971 wurde die bis dahin selbständige Gemeinde Walsdorf im Zuge der Gebietsreform in Hessen auf freiwilliger Basis in die Stadt Idstein eingegliedert. Für den Stadtteil Walsdorf wurde, wie für die übrigen Stadtteile von Idstein, ein Ortsbezirk mit Ortsbeirat und Ortsvorsteher nach der Hessischen Gemeindeordnung eingerichtet.

### Territorialgeschichte und Verwaltung im Überblick
Die folgende Liste zeigt im Überblick die Territorien, in denen Walsdorf lag, bzw. die Verwaltungseinheiten, denen es unterstand:
- vor 1721: Heiliges Römisches Reich, Grafschaft Nassau-Idstein, Amt Idstein
- ab 1721: Heiliges Römisches Reich, Grafschaft Nassau-Ottweiler, Amt Idstein
- ab 1728: Heiliges Römisches Reich, Fürstentum Nassau-Usingen, Amt Idstein
- 1787: Heiliges Römisches Reich, Fürstentum Nassau-Usingen, Oberamt oder Herrschaft Idstein
- ab 1806: Herzogtum Nassau, Amt Idstein
- 1812: Herzogtum Nassau, Regierungsbezirk Wiesbaden, Amt Idstein
- ab 1816: Deutscher Bund, Herzogtum Nassau, Amt Idstein
- ab 1849: Deutscher Bund, Herzogtum Nassau, Regierungsbezirk Wiesbaden, Kreisamt Langen-Schwalbach (Justizamt Idstein)
- ab 1854: Deutscher Bund, Herzogtum Nassau, Regierungsbezirk Wiesbaden, Justiz- und Verwaltungsamt Idstein
- ab 1867/68: Königreich Preußen, Provinz Hessen-Nassau, Regierungsbezirk Wiesbaden, Untertaunuskreis (Trennung von Justiz (Amtsgericht Idstein) und Verwaltung)
- ab 1871: Deutsches Reich, Königreich Preußen, Provinz Hessen-Nassau, Regierungsbezirk Wiesbaden, Untertaunuskreis
- ab 1918: Deutsches Reich, Freistaat Preußen, Provinz Hessen-Nassau, Regierungsbezirk Wiesbaden, Untertaunuskreis
- ab 1944: Deutsches Reich, Freistaat Preußen, Provinz Nassau, Untertaunuskreis
- ab 1945: Amerikanische Besatzungszone, Groß-Hessen, Regierungsbezirk Wiesbaden, Untertaunuskreis
- ab 1949: Bundesrepublik Deutschland, Land Hessen (ab 1946), Untertaunuskreis
- ab 1968: Bundesrepublik Deutschland, Regierungsbezirk Darmstadt, Untertaunuskreis
- am 1. Oktober 1971 als Stadtteil zu Idstein
- ab 1977: Bundesrepublik Deutschland, Regierungsbezirk Darmstadt, Rheingau-Taunus-Kreis

### Einwohnerentwicklung

#### Einwohnerzahlen
| Quelle: Historisches Ortslexikon |                  |
| • 1566:                          | 45 Haushaltungen |
| • 1622:                          | 88 Haushaltungen |
| • 1676:                          | 48 Haushaltungen |
| • 1738:                          | 78 Haushaltungen |
| • 1771:                          | 93 Haushaltungen |

| Walsdorf: Einwohnerzahlen von 1821 bis 2020 | Walsdorf: Einwohnerzahlen von 1821 bis 2020 | Walsdorf: Einwohnerzahlen von 1821 bis 2020 | Walsdorf: Einwohnerzahlen von 1821 bis 2020 | Walsdorf: Einwohnerzahlen von 1821 bis 2020 |
| --- | ------------------------------------------- | ------------------------------------------- | ------------------------------------------- | ------------------------------------------- |
| Jahr |                                             |                                             |                                             | Einwohner                                   |
| 1821 | 1821                                        |                                             | 623                                         | 623                                         |
| 1834 | 1834                                        |                                             | 744                                         | 744                                         |
| 1840 | 1840                                        |                                             | 774                                         | 774                                         |
| 1846 | 1846                                        |                                             | 805                                         | 805                                         |
| 1852 | 1852                                        |                                             | 795                                         | 795                                         |
| 1858 | 1858                                        |                                             | 774                                         | 774                                         |
| 1864 | 1864                                        |                                             | 836                                         | 836                                         |
| 1871 | 1871                                        |                                             | 812                                         | 812                                         |
| 1875 | 1875                                        |                                             | 839                                         | 839                                         |
| 1885 | 1885                                        |                                             | 764                                         | 764                                         |
| 1895 | 1895                                        |                                             | 805                                         | 805                                         |
| 1905 | 1905                                        |                                             | 797                                         | 797                                         |
| 1910 | 1910                                        |                                             | 832                                         | 832                                         |
| 1925 | 1925                                        |                                             | 831                                         | 831                                         |
| 1939 | 1939                                        |                                             | 796                                         | 796                                         |
| 1946 | 1946                                        |                                             | 1.094                                       | 1.094                                       |
| 1950 | 1950                                        |                                             | 1.123                                       | 1.123                                       |
| 1956 | 1956                                        |                                             | 1.035                                       | 1.035                                       |
| 1961 | 1961                                        |                                             | 1.024                                       | 1.024                                       |
| 1967 | 1967                                        |                                             | 1.197                                       | 1.197                                       |
| 1970 | 1970                                        |                                             | 1.230                                       | 1.230                                       |
| 1980 | 1980                                        |                                             | ?                                           | ?                                           |
| 1990 | 1990                                        |                                             | ?                                           | ?                                           |
| 2000 | 2000                                        |                                             | ?                                           | ?                                           |
| 2011 | 2011                                        |                                             | 1.350                                       | 1.350                                       |
| 2014 | 2014                                        |                                             | 1.550                                       | 1.550                                       |
| 2020 | 2020                                        |                                             | 1.518                                       | 1.518                                       |
| Datenquelle: Historisches Gemeindeverzeichnis für Hessen: Die Bevölkerung der Gemeinden 1834 bis 1967. Wiesbaden: Hessisches Statistisches Landesamt, 1968. Weitere Quellen: LAGIS; Stadt Idstein:; Zensus 2011 |                                             |                                             |                                             |                                             |

#### Einwohnerstruktur
Nach den Erhebungen des Zensus 2011 lebten am Stichtag dem 9. Mai 2011 in Walsdorf 1350 Einwohner. Darunter waren 75 (5,6 %) Ausländer.
Nach dem Lebensalter waren 201 Einwohner unter 18 Jahren, 564 zwischen 18 und 49, 336 zwischen 50 und 64 und 249 Einwohner waren älter.
Die Einwohner lebten in 609 Haushalten. Davon waren 162 Singlehaushalte, 198 Paare ohne Kinder und 177 Paare mit Kindern, sowie 54 Alleinerziehende und 18 Wohngemeinschaften. In 105 Haushalten lebten ausschließlich Senioren und in 426 Haushaltungen lebten keine Senioren.

#### Religionszugehörigkeit
| • 1895: | 749 evangelische (= 98,04 %), 9 katholischer (= 1,18 %), ein anderes christliche-konfessioneller (= 0,13 %), 5 jüdische (= 0,65 %) Einwohner |
| • 1961: | 875 evangelische (= 85,45 %), 132 katholische (= 12,89 %) Einwohner                                                                          |

## Politik

### Ortsbeirat
Ortsvorsteher ist seit September 2020 Karl-Heinz Massier (Bürgerliche Wählergruppe Walsdorf), nachdem Ellen Maurer-Genc (SPD) das Amt im Juni 2020 niederlegte. Weitere Ortsbeiratsmitglieder sind: Stellv. Ortsvorsteherin Cindy Hartmann (SPD), Schriftführer Lars Hockstra (CDU), Stellv. Schriftführerin Tamara Lehmann (Bürgerliche Wählergruppe Walsdorf), Dargmar Kraus (SPD), André Hartmann (CDU) und Andrik Abramenco (FDP).

### Wappen
| Wappen der ehemaligen Gemeinde Walsdorf | Blasonierung: „In Silber ein roter Turm, über dem offenen Tor belegt mit einem freistehenden goldenen Löwen.“ |
| Wappen der ehemaligen Gemeinde Walsdorf | Das Wappen wurde am 10. Januar 1967 der Gemeinde Walsdorf im damaligen Untertaunuskreis verliehen.            |

## Kultur und Sehenswürdigkeiten

### Bauwerke
Neben der Kirche mit Decken- und Wandmalereien aus dem 17. und 18. Jahrhundert sind heute Reste der ehemaligen Stadtmauer, aber vor allem der 24 Meter hohe Hutturm aus dem 14. Jahrhundert sowie zwei weitere Türme erhalten. Vom Kloster gibt es keine Überreste mehr.
Die geschlossene Scheunenfront aus dem 19. Jahrhundert stellt sich dem Besucher aus Richtung der östlich verlaufenden Bundesstraße 8 als auffälligstes Merkmal des Ortes dar. Zum Teil sind die Scheunen heute zu Wohnhäusern umgebaut.
Von 1907 bis 1951 belieferte die Walkmühle, heute ein beliebtes Ausflugsziel, den Ort mit 110 V Gleichstrom.

### Dolles Dorf
- Im Jahr 2013 konnte Walsdorf beim Wettbewerb Dolles Dorf, der jedes Jahr vom Hessischen Rundfunk ausgetragen wird, gewinnen. Hierbei wird jeden Donnerstag in der Hessenschau ein Dorf gezogen, das am folgenden Samstag vorgestellt wird. Vier Dörfer kommen ins Finale und treten auf dem Hessentag im hr-Treff an. Walsdorf gewann am 16. Juni 2013 in Kassel gegen Nonnenroth, Röhrenfurth und Neukirchen und bekam von hessischen Ministerpräsidenten Volker Bouffier den goldenen Onkel Otto überreicht[12].

## Infrastruktur
- Den öffentlichen Personennahverkehr stellen die Buslinien 226 und 230 der Rheingau-Taunus-Verkehrsgesellschaft sicher.
- Im Ort gibt es einen städtischen Kindergarten und ein Dorfgemeinschaftshaus.

## In Walsdorf geboren
- Ludwig David Ochs (1779–1857), Oberschultheiß und Mitglied des Nassauischen Landtags
- Dietmar Bücher (1944–2021), Bauunternehmer in Idstein, Begründer der Firma Dietmar Bücher Schlüsselfertiges Bauen[13]